# Juan Pablo Segovia
Juan Pablo Segovia González (Corrientes, 21 marzo 1988) è un calciatore argentino, difensore dei Def. de Belgrano.

## Carriera
Ha giocato nella seconda divisione argentina e nella prima divisione dei campionati ecuadoriano, colombiano, messicano e uruguaiano.

## Palmarès

### Club

#### Competizioni nazionali
- Primera B Metropolitana: 1

Atlanta: 2010-2011
- Campionato colombiano: 1

América de Cali: 2019-II